# Cnemidophorus leucopsammus
Cnemidophorus leucopsammus — вид ящірок родини теїдових (Teiidae). Ендемік Венесуели.

## Поширення і екологія
Cnemidophorus leucopsammus є ендеміками острова Ла-Бланкілья в Карибському морі. Вони живуть в сухих колючих чагарниках.